# Tropitidae
Famille
Les Tropitidae sont une famille fossile de mollusques céphalopodes de l'ordre des Ceratitida (sous-classe des Ammonoidea). Ces espèces ont  vécu au cours du Trias supérieur il y a environ entre 230 à 215 Ma (millions d'années).

## Description
La coquille des Tropitidae est de forme subsphérique à discoïdale, avec de grandes loges et une quille ventrale bordée de sillons. Sa surface peut présenter des nervures, des nœuds, des épines ou être lisse. Les sutures sont généralement de type « ammonite » vraie, mais peuvent être parfois de type « cératite » ou « goniatite ».
Le rapport des Tropitidae avec les autres « ammonites » est incertain, mais elles semblent former un groupe avec les Tropiceltitidae et les Haloritidae au sein de la superfamille des Tropitaceae.

## Liste des genres
Selon GBIF (21 mars 2024) :
- † Acanthotropites Tozer, 1994
- † Anatropites Mojsisovics, 1893
- † Arctotropites Tozer, 1994
- † Arietoceltites Diener, 1916
- † Discotropites Hyatt & Smith, 1905
- † Euisculites
- † Gymnotropites Hyatt & Smith, 1905
- † Homerites Mojsisovics, 1893
- † Homeroceras Tozer, 1994
- † Hoplotropites Spath, 1929
- † Indonesites Welter, 1914
- † Jovites Mojsisovics, 1893
- † Margaritropites Diener, 1916
- † Microtropites Mojsisovics, 1893
- † Paratropites Mojsisovics, 1893
- † Paulotropites Mojsisovics, 1893
- † Platotropites Wang & He, 1976
- † Pleurotropites Tozer, 1994
- † Sibyllites Mojsisovics, 1893
- † Sinotropites Mietto, Jin, Manfrin, Lu, Shi, Gianolla, Huang & Preto, 2021
- † Tritropidoceras Schenk, 1935
- † Tropites Mojsisovics, 1875

## Classification
Le nom valide de ce taxon est Tropitidae Mojsisovics, 1875. 